# 김녹영
김녹영(1924년 12월 8일~1985년 7월 10일)은 대한민국의 민주당계 정당 소속 정치인이다. 제8·9·10·12대 국회의원을 지냈다. 제12대 국회 전반기 국회부의장 재직 중 췌장암으로 일본에서 사망하였다.

## 역대 선거 결과
|  | 17.30% |

|  | 62.61% |

|  | 44.66% |

|  | 28.98% |

|  | 49.36% |